# Birgel (Oberwinter)
Birgel liegt auf der Rheinhöhe über Oberwinter, zu dem es heute auch gehört. Damit ist es Teil der Stadt Remagen.
Erstmals genannt wurde der Ort 1166 in einer Urkunde des kölnischen Erzbischofs Rainald von Dassel. 1316 ist für Birgel ein Kirchspiel nachgewiesen. Ob Birgel oder Oberwinter Mutter- bzw. Filialkirche war, ist nicht sicher. Der Ort Bandorf und das wüst gefallene Einsfeld waren jedenfalls Filialen von Birgel.
1318 wurden Oberwinter und Birgel dem Herrn von Landskron zu Lehen gegeben. Birgel blieb eine kleine Gemeinde. 1850 zählte sie 62 Einwohner und 15 Häuser, um 1900 waren es 87 Personen.
Durch die Festlegung Bonns als Bundeshauptstadt wurde Birgel Wohnort für viele Neubürger.